# Turkestanischer Bogenfingergecko
Der Turkestanische Bogenfingergecko (Tenuidactylus bogdanovi), auch Turkestanischer Nacktfingergecko genannt, ist ein Gecko aus der Gattung Tenuidactylus und lebt in Zentralasien.

## Merkmale
Gesamtlänge bis 16,6 cm, Kopf-Rumpf.Länge bis 7,2 cm. Der Rücken weist eine helle, braunbeige Grundfarbe auf, darauf finden sich 5–7 dunkelbraune, verwaschen begrenzte Querbanden. Die Kopfoberseite ist hell, ohne markante dunkle Zeichnung. Die mittelgroßen, gekielten Rückentuberkel stehen nicht in Kontakt miteinander, sondern sind jeweils von kleineren Schuppen umgeben. Sie reichen vom Rücken nur bis auf Höhe der Vorderextremitäten.

## Verbreitung
Der Turkestanische Bogenfingergecko lebt im östlichen Turkmenistan, östlichen Usbekistan, südöstlichen Kasachstan und südlichen Tadschikistan.
Gegen Ende des 21. Jahrhunderts wurde die Art über den Güterhandel mittels Autoverkehr aus Usbekistan nach Odessa in der Ukraine eingeschleppt. Zwischen Odessa und dem eigentlichen Verbreitungsgebiet liegen etwa 3000 km.

## Lebensweise
Dämmerungs- und nachtaktive Art, im Frühjahr und Herbst auch tagsüber aktiv. Die Paarungen finden Anfang April statt und die Eiablagen, mit zwei bis drei Gelegen pro Saison, von Mitte Mai bis Mitte August. Ein Gelege besteht aus ein bis zwei Eiern. Die Jungtiere schlüpfen in der Zeit von Anfang Juli bis Mitte Oktober und erreichen im zweiten Lebensjahr die Geschlechtsreife. Die Nahrung besteht aus kleinen Wirbellosen, vorwiegend Insekten und Spinnen.

## Gefährdung

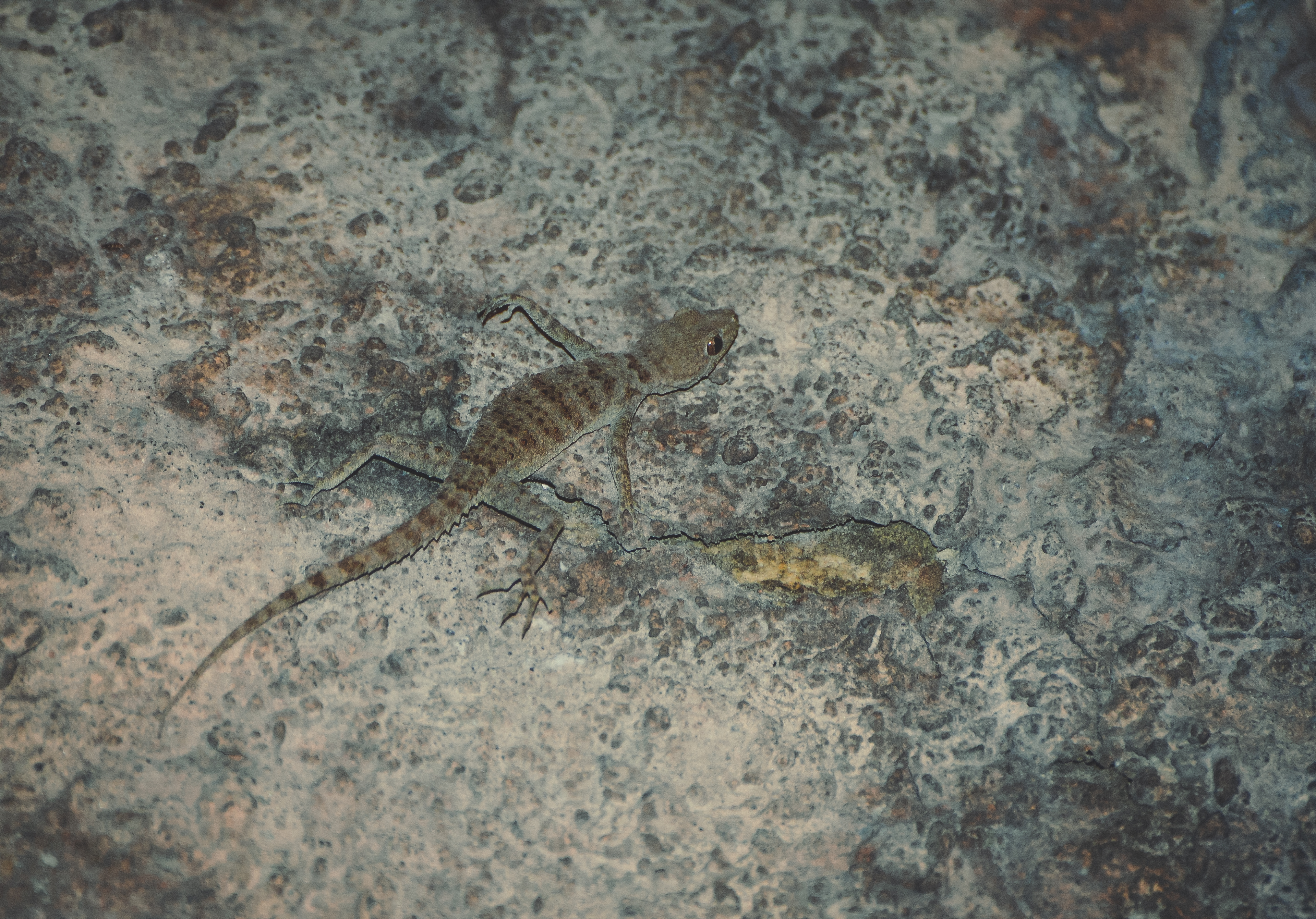
Ein Individuum aus Odessa

Die IUCN listet die Art als nicht gefährdet (least concern) mit einem unbekannten Populationstrend. In Odessa nimmt die Population zu und breitet sich aus.